# Natalino dos Santos Nascimento

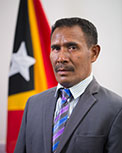
Natalino dos Santos Nascimento

Natalino dos Santos Nascimento (* 13. Juni 1969 in Dili, Portugiesisch-Timor), Kampfname 55, ist ein Politiker aus Osttimor. Er ist Mitglied der Partei Congresso Nacional da Reconstrução Timorense (CNRT).

## Werdegang
In seiner Jugend schloss sich Santos in Dili der Unabhängigkeitsbewegung an.
Santos hat einen Abschluss in Öffentliche Verwaltung, Sozialwissenschaften und Politik.
Seit 2007 ist Nascimento Abgeordneter des Nationalparlaments Osttimors. In der Legislaturperiode von 2007 bis 2012 war er Mitglied in der Kommission für konstitutionelle Angelegenheiten, Justiz, öffentliche Verwaltung, lokalen Rechtsprechung und Gesetzgebung der Regierung. Von 2012 bis 2017 war Santos Fraktionschef des CNRT und Vizepräsident der parlamentarischen Kommission für konstitutionelle Angelegenheiten, Justiz, Öffentliche Verwaltung, lokalen Rechtsprechung und Korruptionsbekämpfung. Bei den Parlamentswahlen in Osttimor 2017 kandidierte Nascimento für den CNRT auf Platz 8 und zog damit wieder in das Nationalparlament ein. Er wurde Mitglied in der Kommission für Gesundheit, Bildung, Kultur, Veteranen und Gleichstellung der Geschlechter (Kommission F). Nach der Auflösung des Parlaments trat Freitas bei den Neuwahlen am 12. Mai 2018 auf Listenplatz 50 der Aliança para Mudança e Progresso (AMP) an, zu der auch der CNRT gehörte, und scheiterte knapp.
Bei den Parlamentswahlen in Osttimor 2023 trat Santos für den CNRT auf Platz 38 der Liste an. Die Partei erhielt zwar nur 31 Sitze, Santos rückte aber am 4. Juli in das 6. Nationalparlament Osttimors für Abgeordnete nach, die aufgrund ihres Regierungsamtes auf ihr Mandat verzichten mussten. Im Parlament ist Santos nun Mitglied in des Ausschusses für Außenangelegenheiten, Verteidigung und Sicherheit (Kommission B).
Santos ist ausgezeichnet für 14 Jahre Teilnahme am Befreiungskampf gegen Indonesien und trägt seit 2007 den Ordem Lorico Asuwain.